# Израильско-колумбийские отношения
Израильско-колумбийские отношения — двусторонние отношения между Колумбией и Израилем, которые были официально установлены в середине 1950-х годов.

## История
В 1947 году в ходе сессии Генеральной Ассамблеи ООН резолюция 181 рекомендовала разделить британскую подмандатную Палестину на одно еврейское и одно арабское государство. Колумбия при голосовании воздержалась.
В середине 1950-х годов обе страны официально установили дипломатические отношения и создали посольства соответственно в Боготе и Тель-Авиве. В 1988 году отношения между Израилем и Колумбией значительно расширились. Соглашение о свободной торговле было подписано 10 июня 2013 года. Однако оно ещё не было ратифицировано Колумбией и поэтому ещё не вступило в силу. Это соглашение снижает тарифы на промышленные и сельскохозяйственные продукты между двумя странами и позволяет израильским компаниям и частным лицам инвестировать с большей лёгкостью в экономику Колумбии, которая считается одной из самых сильных в Южной Америке. Израильский экспорт в Колумбию в 2012 году составил около $143 млн и состоял в основном из оборудования связи, станков, электрических и механических устройств и химических продуктов.
Колумбия также поддерживает стремление палестинского народа утвердиться в качестве свободного и независимого государства в регионе. Кроме того, Израиль является главным партнёром Колумбии в регионе и вторым по величине торговым партнёром Колумбии в Южной Америке после Бразилии. Двусторонние отношения углубились благодаря визитам на высшем уровне в новейшей истории.
В октябре 2012 года колумбийский президент Хуан Мануэль Сантос заявил, что «мир должен признать Израиль как еврейское государство».
13 сентября 2017 года израильский премьер-министр Биньямин Нетаньяху посетил Колумбию с официальным визитом. Он встретился с президентом этой страны Хуаном Мануэлем Сантосом и подписал двусторонние соглашения.
В августе 2018 года в Колумбии состоялась инаугурация нового президента Ивана Дуке Маркеса. На церемонию был приглашён глава израильского правительства Биньямин Нетаньяху, который отменил поездку из-за ситуации на юге страны. Вместо него в Колумбию вылетел министр регионального партнёрства Цахи Ханегби. Вместе с этим Карлос Холмс, новый глава колумбийского МИДа заявил, что пересмотрит решение о признании его страной Государства Палестина, принятое президентом Хуаном Мануэлем Сантосом за 4 дня до вступления в должность президента Дуке Маркеса. В сентябре 2018 года новоизбранный президент Колумбии Иван Дуке заявил, что не станет отменять решение, принятое его предшественником, касающееся признания государства Палестина. Вместе с тем Дуке отметил, что является сторонником принципа создания «двух государств для двух народов». Кроме того, он заявил, что обсуждение этого вопроса усложняется, так как сектор Газа остается под контролем «исламистской и джихадистской» группировки ХАМАС.
В конце января 2020 года стало известно, что Колумбия признает «Хизбаллу» и ХАМАС террористическими организациями. Этот шаг был одобрен МИДом Израиля.
В ноябре 2023 года на фоне операции «Железные мечи» колумбийский президент Густаво Петро объявил от отзыве посла для консультаций. Он также отметил, что продолжение «резни палестинского народа» может привести к разрыву отношений. Израильский посол Гали Даган подверг Петро резкой критике, после чего министр иностранных дел Колумбии Альваро Лейва потребовал, чтобы Даган покинул страну. В это же время израильский МИД вызвал колумбийского посла Маргариту Манхарес и по распоряжению министра иностранных дел Эли Коэна вынес ей дипломатический выговор «за враждебные и антисемитские заявления президента ее страны Густаво Петро в адрес Государства Израиль».
1 мая 2024 года президент страны Густаво Петро объявил о том, что разорвёт дипломатические отношения с Израилем, а также назвал израильское правительство «геноцидным».

## Технологическое сотрудничество
Колумбия закупила у Израиля самолёты, беспилотники, оружие и разведывательные системы. Углубляющиеся связи Колумбии с Израилем рассматриваются некоторыми как метод противодействия растущему иранскому влиянию в Латинской Америке, особенно партнерству Тегерана с Венесуэлой.

## Экономика и торговля
В августе 2020 года прошла видеоконференция между израильским премьером Нетаньяху и колумбийским президентом Иваном Дуке. Лидеры стран объявили о объявили о ратификации двустороннего соглашения о свободной торговле.
В 2023 году Израиль закупил у Колумбии угля на сумму $ 450 млн: Колумбия стала таким образом крупнейшим поставщиком этого ископаемого в еврейское государство. На фоне операции «Железные мечи» президент Колумбии Густаво Петро заявил о разрыве отношений между двумя странами в мае 2024 года, а министерство торговли Колумбии пригрозило полностью остановить экспорт угля.

## Посольства

### Колумбия
Посольство Колумбии находится в Тель-Авиве. Посол Колумбии в Израиле — Фернандо Адольфо Альсате Доносо (исп. Fernando Adolfo Alzate Donoso). В том же месте, где и посольство, находится генеральное консульство Колумбии в Тель-Авиве.